# Dennis Dominator

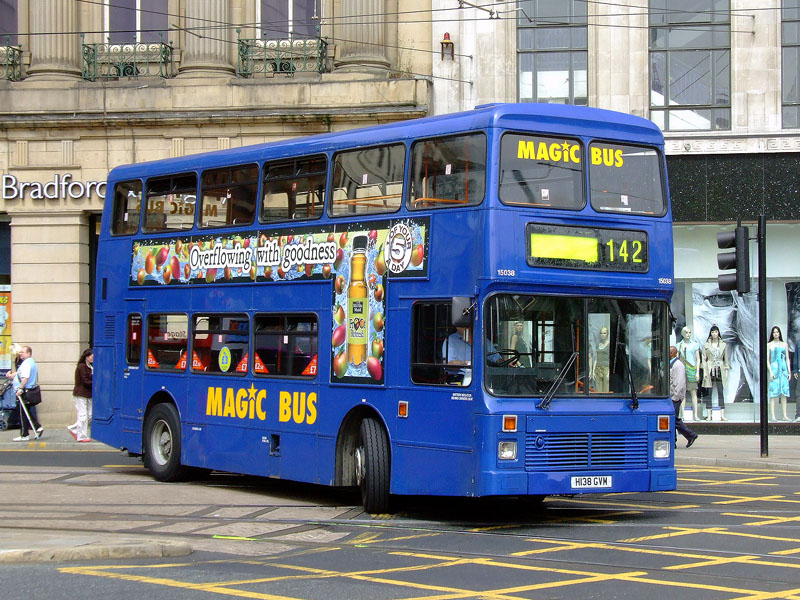
Dennis Dominator mit Paladine-Aufbau von Northern Counties

Der Dennis Dominator war ein Fahrgestell für Doppeldeckerbusse, Trolleybusse und Eindeckerbusse des britischen Nutzfahrzeugherstellers Dennis Brothers. Der Typ wurde von 1977 bis 1996 gebaut. Das Chassis war in mehreren, auf die Bedürfnisse der jeweiligen Betreiber zugeschnittenen, Varianten erhältlich. Der Dominator ersetzte bei vielen Betreibern den Daimler Fleetline.

## Hintergrund
Dennis hatte seit 1967 keine Busse mehr gebaut. Der Dominator war das erste Doppeldeckerchassis von Dennis mit hinten quer angeordnetem Motor. Diese Bauweise hatte sich schon in den 1970er Jahren weitgehend durchgesetzt, ermöglichte sie doch einen niedrigen Fußboden des Passagierabteils und bot im Gegensatz zum vorn eingebauten Motor, wie ihn noch der Dennis Jubilant besaß, einen leichteren Zugang zum Motor und der Kraftübertragung. Auch konnte der für den Einmannbetrieb ohne Schaffner vor der Vorderachse liegende Einstieg leichter realisiert werden. Der Dominator war in vielen Varianten erhältlich.

## Konstruktion
Angetrieben wurde der Dominator von einem Sechszylinder-Dieselmotor von Gardner in Verbindung mit einem DIWA-Automatikgetriebe von Voith. Der Gardner 6LXB leistete bei einem Hubraum von 10,45 l 127 bhp. Optional waren auch andere Dieselmotoren wie der aufgeladene Gardner 6LXCT, der Rolls-Royce Eagle, der Cummins L10 oder Motoren von DAF erhältlich. Anstelle der Hinterachse mit einem normalen Differentialgetriebe konnte auch eine Hinterachse mit Außenplanetengetriebe geordert werden. Vom Fleetline unterschied sich der Dominator durch den an der Fahrzeugfront angeordneten Kühler. Die Unterbringung des Kühlers im hinteren Bereich, wie sie beim Fleetline und anderen Bussen der ersten Generation von Bussen mit Heckmotor noch üblich war, hatte gerade in subtropischen und tropischen Klimazonen zu Problemen mit der Motorkühlung geführt.
Nachfolger der Dominator wurde der Dennis Arrow. Von 1977 bis 1986 wurden 1007 Busse gebaut. Nach der Deregulierung des Busverkehrs durch den Transport Act 1985 sanken die Produktionszahlen drastisch ab; der Dominator wurde ab 1992 nur nach sporadisch gebaut. 1992 wurden acht Busse gebaut, 1993 drei, 1994/95 ruhte die Produktion des Dominator völlig und 1996 wurden die letzten vier Busse hergestellt.
Von 1978 bis zum Erscheinen des Dennis Falcon 1980 wurde der Dominator auch als Eindecker gebaut. Aus dem Dominator wurde die dreiachsige Version Dennis Dragon abgeleitet. Der Midibus Dennis Domino basierte ebenfalls auf dem Dominator.

## Nutzung

### Vereinigtes Königreich

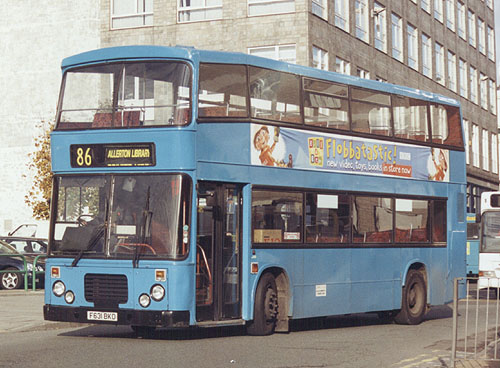
Dennis Dominator mit Aufbau von East Lance

Größter Abnehmer im Vereinigten Königreich waren South Yorkshire PTE, die insgesamt 323 Busse kauften, darunter einen Trolleybus, der 1985 für Testzwecke beschafft wurde. Viele der Busse bekamen den Rolls-Royce-Motor und eine Außenplaneten-Hinterachse. Die Masse der Busse wurde zwischen 1981 und 1986 geliefert und erhielten den RH-Aufbau Alexander. Die anderen Busse hatten Aufbauten von East Lancs oder Northern Counties. Die Dominator wurden in verschiedenen Losen geliefert, um die planmäßig außer Dienst gestellten Fleetline, Leyland Atlantean und Volvo Ailsa B55 zu ersetzen. Aus dem letzten Los bekamen 20 Busse Reisebussitze eingebaut. Diese Busse wurden unter der Marke Fastline auf überregionalen Expressverbindungen eingesetzt. Bei South Yorkshire wurde der Dominator bis zum Juli 2006 außer Dienst gestellt.
Ein anderer bedeutender Abnehmer waren Leicester City Transport, die ab 1977 143 Busse beschafften, meist mit einem Aufbau von East Lancs. Sieben Busse bekamen jedoch einen Aufbau von Marshall & Co. Leicester City Transport stellte die Busse 2005 außer Dienst. Central Scottish beschaffte ab 1981 ebenfalls den Dominator, traditionell mit einem Aufbau von Alexander. Der RL-Aufbau hatte aufgrund der örtlichen Gegebenheiten eine geringere Höhe über alles. Daneben beschafften auch andere Buslinienbetreiber der Dominator in geringeren Stückzahlen.

### Hongkong

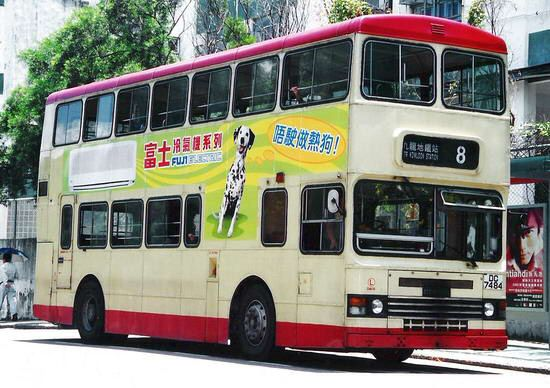
Dennis Dominator der Kowloon Motor Bus in Hongkong

Dennis hatte in der damaligen britischen Kronkolonie Hongkong traditionell eine starke Position und mit dem Jubilant speziell für diesen Markt entworfen und produziert. Auch der Dominator wurde nach Hongkong verkauft. China Motor Bus (CMB) stellte 1979 den ersten Dominator mit einem Aufbau von East Lancs in Dienst. 1982 folgten sechs Busse mit dem RL-Aufbau von Alexander. Kowloon Motor Bus (KMB) beschaffte zwischen 1983 und 1984 insgesamt 40 Busse mit Aufbauten von Duple Metsec.

### Singapur
Ein einzelner Dominator mit DAF-Motor wurde 1982 nach Singapur exportiert und bei Singapore Bus Services erprobt. Nach Abschluss der Erprobung ging der Bus zu Kowloon Motor Bus nach Hongkong und wurde dort als Fahrschulfahrzeug eingesetzt.